# Сото Энрикес, Фернандо
Фернандо Сото Энрикес (исп. Fernando Soto Henríquez; 24 июня 1939, Тегусигальпа — 25 июня 2006, Тегусигальпа) — гондурасский военный деятель, лётчик-истребитель, герой так называемой Футбольной войны между Гондурасом и Сальвадором в 1969 году.

## Биография

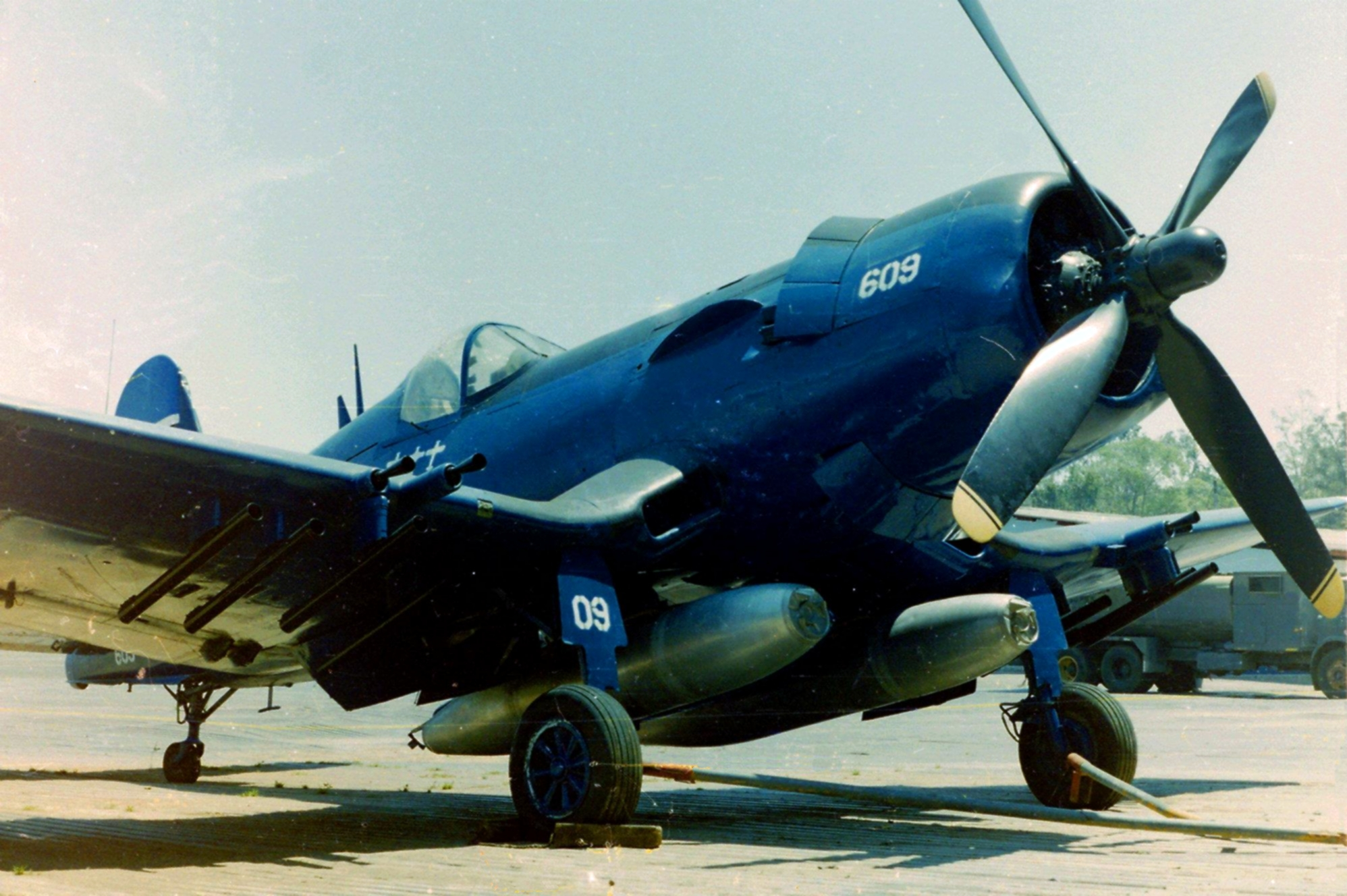
На таком самолёте он сбил три истребителя ВВС Сальвадора

В 1958 году окончил лётную школу ВВС Гондураса (поступил в 1955 году, обучение проходил на North American T-6 Texan), получив звание младшего лейтенанта авиации. Во время Футбольной войны, управляя палубным истребителем Chance Vought F4U Corsair ВВС Гондураса с номером FAH-609, сбил три вражеских самолёта ВВС Сальвадора, один Cavalier F-51D Mustang и два Goodyear FG-1D Corsair S, совершив все три воздушных победы на Южном фронте 17 июля 1969 года: утром он сбил один F-51, а вечером — два FG-1, став благодаря этому единственным латиноамериканским лётчиком, сбившим три самолёта в сражениях на американском континенте. Его воздушные победы привлекли в мире определённое внимание, и он был приглашён во встречу выдающихся лётчиков, известных как «Gathering of Eagles», в США. Его воздушные бои вошли в историю как последние, в которых сражались самолёты с выдвинутыми винтами. Его самолёт Corsair FAH-609 было в итоге забран на хранение властями в 1981 году, ныне он экспонируется в Музее авиации в Тегусигальпе.
После войны Сото Энрикес продолжил службу в боевой авиации, а затем перешёл в гражданскую, будучи пилотом компании Sahsa; спустя десять лет получил звание майора. Был объявлен «национальным героем» с присвоения ему титула, официально предоставленного в сентябре 2003 года Национальным Конгрессом Гондураса (указ № 139), в октябре того же года произведён в полковники. Скончался в 2006 году.